# V. Kleopátra
V. Kleopátra (Κλεοπάτρα Τρύφαινα, meghalt i. e. 69-68 vagy i. e. 57 körül) a Ptolemaida-dinasztia egyik fáraója, XII. Ptolemaiosz fáraó testvére és egyetlen ismert felesége. Gyermeke csak egy ismert teljes bizonyossággal, IV. Bereniké, de egyes feltételezések szerint VII. Kleopátra is az ő lánya volt.

## Családja
V. Kleopátra a Ptolemaida-dinasztia kevéssé ismert tagjai közé tartozik, mivel kevés forrás maradt róla fenn. Csak néhány tény ismert róla pontosan, de számos, egymásnak ellentmondó elmélet született róla. Minden ókori forrásban a Tryphaena nevet is viseli; lehetséges, hogy ez volt az eredeti neve, amelyhez trónra lépésekor vette fel a hagyományos királynői nevet, a Kleopátrát. Egyes modern kori források VI. Kleopátrának hívják, Werner Huß történész pedig VII. Kleopátra Tryphaena néven említi.
Szülei kilétéről nem tanúskodnak az ókori források. Lehetséges, hogy XI. Ptolemaiosz házasságban vagy házasságon kívül született lánya, de az is, hogy X. Ptolemaiosz törvényes lánya volt. X. Ptolemaioszról fennmaradt, hogy i. e. 88-ban elmenekült Egyiptomból feleségével, III. Berenikével, és a lányával; lehetséges, hogy ez a meg nem nevezett lány Kleopátra Tryphaenával azonos.
Név szerint először i. e. 79-ben említi két papirusz. Az egyik i. e. 79. január 17-én kelt; Kleopátra ebben az évben ment feleségül XII. Ptolemaioszhoz, Egyiptom uralkodójához, akivel közös kultuszuk volt theoí Philopátores kai Philádelphoi („apa- és testvérszerető istenek”) kultikus néven. Kleopátra egyiptomi uralkodói címei főleg Edfuban és Philae-ben maradtak fenn, köztük a „Ré leánya”, az „uralkodónő” és „a Két Föld úrnője” címek.

## Személyazonossága és halála
Nem tudni pontosan, meddig élt V. Kleopátra, és a történelmi forrásokban szereplő Kleopátra Tryphaenák közül melyekkel azonosítható (a ptolemaida uralkodók számozása modern kori hagyomány). Körülbelül VII. Kleopátra születésével egyidőben, i. e. 69 körül tűnik el a történelemből, nevét elhagyják a műemlékekről és a papiruszokról, XII. Ptolemaiosznak egy i. e. 69-es dokumentuma például nem említi, pedig ha életben lett volna, várható lett volna, hogy megemlítik benne. Utolsó említése egy műemléken i. e. 69. augusztus 8-ára datálható. Egy i. e. 69. november 1-jei feljegyzésben már nem szerepel.
Feltételezhetúő, hogy Kleopátra i. e. 69-ben meghalt — talán gyermekágyban, vagy meggyilkolták. Amennyiben valóban már ekkor elhunyt, akkor az a Kleopátra Tryphaena, akit XII. Ptolemaiosz elűzetése után, i. e. 58-57-ben Egyiptom társuralkodójaként említenek (IV. Berenikével), és aki i. e. 57 körül meghalt, a lánya lehetett, akit egyes történészek VI. Kleopátra néven említenek. Ezt Porphüriosz írásai is alátámasztják.
Ugyanakkor az edfui templomban egy i. e. 57. december 5-ére datált feliraton Kleopátra Tryphaena neve a XII. Ptolemaioszé mellett szerepel (bár utóbbi ekkor nem tartózkodott Egyiptomban), ami azt jelentette volna, Kleopátra a király felesége volt, nem a lánya; az ábrázolás valószínűleg nem jött volna létre, ha Ptolemaiosz felesége már tizenkét éve halott lett volna. Így egyes modern kori történészek, köztük W. Huß úgy tartják, V. Kleopátra azonos a feltételezett VI. Kleopátrával, és i. e. 57-ben még életben volt. Ezt megerősíti Sztrabón is, aki Geographicájában azt írja, XII. Ptolemaiosznak három lánya volt; ők azonosíthatóak IV. Berenikével, VII. Kleopátrával és IV. Arszinoéval, így nincs hely VI. Kleopátrának. Werner Huß feltételezése szerint V. Kleopátra és XII. Ptolemaiosz között i. e. 69-ben viszály tört ki, melynek eredményeként V. Kleopátra kegyvesztetté vált és a háttérbe kellett vonulnia.
A legtöbb tudós egyetért abban, hogy IV. Bereniké V. Kleopátra lánya volt. Feltételezhetően V. Kleopátra lánya lehetett VII. Kleopátra is. Michael Grant megjegyezte, hogy ha VII. Kleopátra törvénytelen gyerek lett volna, számtalan római ellensége ezt minden bizonnyal nyilvánosságra hozta volna. Duane W. Roller feltételezte, hogy VII. Kleopátra anyja egy félig makedón-görög, félig egyiptomi nő lehetett, aki Ptah-papok családjából származik, és „csak technikailag volt törvénytelen” (ugyanakkor hozzáteszi, hogy bármilyen származású volt is Kleopátra, ő maga görög-ptolemaida származását tartotta a legtöbbre). Roller ugyanakkor megjegyzi, hogy ha nem ez az ismeretlen nő volt az anyja, akkor V. Kleopátra lehetett az. Érvelését részben arra alapozza, hogy Sztrabón három lányát említi XII. Ptolemaiosznak, és egyedül Berenikét nevezi törvényesnek. Grant azonban megjegyzi, hogy VII. Kleopátrát sok mindennel támadták ugyan, de azzal nem, hogy törvénytelen lett volna, és Sztrabón is csak futólag említi.
XII. Ptolemaiosz kisebbik gyerekeinek, IV. Arszinoénak, XIII. Ptolemaiosznak és XIV. Ptolemaiosznak talán egy második feleség lehetett az anyja, Christopher Bennett szerint azonban mindannyiuknak V. Kleopátra volt az.

## Fordítás
- Ez a szócikk részben vagy egészben  a   Cleopatra V című angol Wikipédia-szócikk ezen változatának fordításán alapul.  Az eredeti cikk szerkesztőit annak laptörténete sorolja fel. Ez a jelzés csupán a megfogalmazás eredetét és a szerzői jogokat jelzi, nem szolgál a cikkben szereplő információk forrásmegjelöléseként.

## További hivatkozások
- (angolul) A Ptolemaida-dinasztia genealógiája